# Platon Nikolajevič Aleksejev
Platon Nikolajevič Aleksejev (rusko Платон Николаевич Алексеев), sovjetski general, * 1882, † 1952.